# 수원시 병
수원시 병은 대한민국의 국회의원 선거구이다. 경기도 수원시 팔달구 전역을 관할한다. 현직 국회의원은 더불어민주당의 김영진이다.

## 역사
대한민국 제19대 국회의원 선거를 앞두고 수원시 지역의 선거구가 개편되었다. 이에 팔달구 전 지역과 권선구 서둔동을 관할하는 수원시 병 선거구가 신설되었다.
대한민국 제20대 국회의원 선거를 앞두고 권선구 서둔동이 수원시 을 선거구 넘어갔다.
대한민국 제22대 국회의원 선거를 앞두고 수원시 무 선거구에서 권선구 세류1동을 편입했다.

## 관할 구역
| 대수      | 관할 구역 |
| --------- | --- |
| 19대      | 수원시 팔달구 행궁동, 지동, 우만1동, 우만2동, 인계동, 매교동, 매산동, 고등동, 화서1동, 화서2동 수원시 권선구 서둔동 |
| 20대~21대 | 수원시 팔달구 일원                                                                                                  |
| 22대~     | 수원시 권선구 세류1동 수원시 팔달구 일원                                                                            |

## 역대 국회의원
| 선거   | 정당 | 정당         | 의원   |
| ------ | ---- | ------------ | ------ |
| 2012년 |      | 새누리당     | 남경필 |
| 2014년 |      | 새누리당     | 김용남 |
| 2016년 |      | 더불어민주당 | 김영진 |
| 2020년 |      | 더불어민주당 | 김영진 |
| 2024년 |      | 더불어민주당 | 김영진 |

## 역대 선거 결과

### 대한민국 제19대 국회의원 선거
|  | 50.34% |

|  | 45.14% |

|  | 4.50% |

### 2014년 대한민국 재보궐선거
|  | 52.81% |

|  | 45.04% |

|  | 0.93% |

|  | 0.81% |

|  | 0.39% |

### 대한민국 제20대 국회의원 선거
|  | 53.93% |

|  | 46.06% |

### 대한민국 제21대 국회의원 선거
|  | 53.07% |

|  | 42.54% |

|  | 2.53% |

|  | 1.40% |

|  | 0.44% |

### 대한민국 제22대 국회의원 선거
|  | 55.41% |

|  | 44.58% |